# Communauté rurale de Bignarabé
La communauté rurale de Bignarabé est une communauté rurale du Sénégal située au centre-sud du pays. 
Elle fait partie de l'arrondissement de Ndorna, du département de Médina Yoro Foulah et de la région de Kolda.